# Musikalische Denkmäler (Akademie der Wissenschaften und der Literatur)
Musikalische Denkmäler ist eine Reihe mit historischen Werken der Musik, die von der Kommission für Musikwissenschaft der Akademie der Wissenschaften und der Literatur in Mainz veröffentlicht wird. Die Reihe erscheint seit 1955 in Mainz.

## Liste
1. Oberitalienische Figuralpassionen des 16. Jahrhunderts; Giovanni Nasco, Cyprian de Rore, Jachet von Mantua, Giovanni Matteo Asola
2. Die Chansons von Gilles Binchois
3. 46 Choräle für Orgel von J. P. Sweelinck und seinen deutschen Schülern
4. Arie musicali (Florenz 1630) – Girolamo Frescobaldi
5. Il primo libro de balli (Venedig 1578) – Giorgio Mainerio
6. Mehrstimmige Lamentationen aus der ersten Hälfte des 16. Jahrhunderts
7. Messen – Heinrich Isaac
8. Messen – Heinrich Isaac
9. Das klassische Streichquintett
10. Der Wolfenbütteler Chansonnier
11. Suiten für Orchester – Johann Sigismund Kusser
12. Ein venezianisches Liederbuch aus dem Anfang des 15. Jahrhunderts
13. Kammermusik